# Dunstan de Cantorbéry
 (mars 2020).
Si vous disposez d'ouvrages ou d'articles de référence ou si vous connaissez des sites web de qualité traitant du thème abordé ici, merci de compléter l'article en donnant les références utiles à sa vérifiabilité et en les liant à la section « Notes et références ».
Dunstan est un prélat anglo-saxon né vers 909 et mort le 19 mai 988. Archevêque de Cantorbéry de 959 à sa mort. Conseiller du roi Edgar le Pacifique, il joue un rôle majeur dans la réforme bénédictine anglaise. Il est fêté le 19 mai.

## Biographie

### Jeunesse
Il est né à Baltonsborough, près de Glastonbury (Somerset), dans une famille aristocratique anglo-saxonne assez proche de la famille régnante (son oncle était saint Alphège). Il est d'ailleurs envoyé comme page à la cour d'Æthelstan sitôt terminées ses premières années d'éducation auprès de moines irlandais et fut vite apprécié du roi, ce qui lui provoqua des jalousies. Malgré sa foi, son goût pour l'austérité et la pression de son entourage, il hésita à décider de son avenir. Il songeait même à se marier quand il fut atteint par ce qu'il crut être la lèpre. Il interpréta sa guérison comme un signe et s'engagea définitivement dans la voie religieuse.

### Carrière ecclésiastique
Ordonné vers 939, il retourna d'abord exercer son sacerdoce à Glastonbury, vivant humblement dans une petite cellule à côté de l'église. Prières, études, artisanat, peinture et musique remplissaient ses journées. L'éloge de ses vertus parvint bientôt à l'oreille du roi Edmond qui en fit son trésorier.
En 943, Edmond le nomma abbé à Glastonbury et lui donna les moyens d'y restaurer les bâtiments religieux de la ville mais surtout la vie monastique. Il fit rapidement de son abbaye un centre de rayonnement intellectuel. Également conseiller du roi Edred, il n'hésita pas à dénoncer la vie dissolue de l'aristocratie du Wessex.
En 955, il voulut agir de même avec le nouveau roi Eadwig le jour même de son couronnement. Disgracié, ruiné et banni, il se réfugia à Gand. C'est là, avec Gérard de Brogne, qu'il prit connaissance de la vision continentale du mouvement réformateur, une vision assez différente de celle des moines irlandais qui avaient fait sa première éducation. Bientôt, il était rappelé par Edgar le Pacifique qui le nomma d'abord évêque de Worcester en 957 puis de Londres l'année suivante.
En 961, devenu seul roi d'Angleterre, Edgar nomme Dunstan archevêque de Canterbury et le pape en fait son légat. Dès lors, il va pouvoir donner toute sa mesure dans la réforme ecclésiastique : restauration et création de monastères, rédaction de nouvelles règles, diffusion de l'enseignement et remplacement des prêtres séculiers immoraux. Il fit payer au roi Edgar lui-même ses débauches en lui infligeant une longue pénitence. Celle-ci prit fin en mai 973 lorsque Dunstan lui rendit sa couronne. Il trouva ensuite un allié en la personne d'Édouard, fils aîné d'Edgar.

### Mort
L'assassinat d'Édouard en 978 affligea terriblement l'archevêque et mit fin à son influence politique. Retiré à Canterbury, il passa les dix dernières années de sa vie à enseigner et à prier. Le pape Jean XII le nomma son légat en Angleterre pour y opérer la réforme des moines. Il publia à ce sujet la Concorde des règles, recueil d'anciennes constitutions monastiques. Il mourut juste après la fête de l'Ascension, le 19 mai 988, jour auquel l'on célèbre sa fête.

## Légende

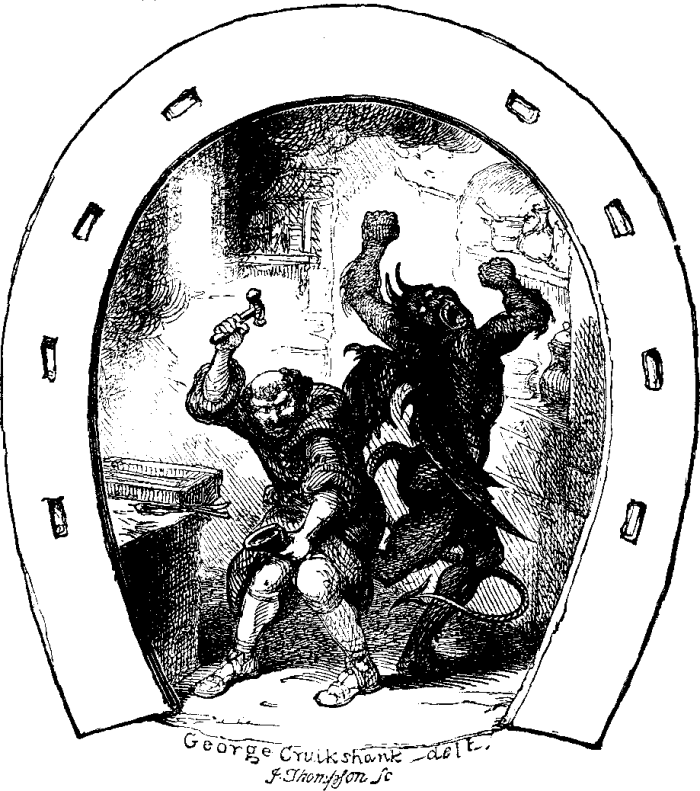
Dunstan et le diable (George Cruikshank)

Dunstan de Canterbury, qui était maréchal-ferrant, était sur le point de devenir archevêque de Cantorbéry en 959. Il reçut un jour la visite d'un homme voulant se faire fixer des fers à cheval sous les pieds étrangement fourchus. Dunstan comprit alors que son client n'était autre que Satan en personne et, très calmement, il lui expliqua qu'il était obligé de l'enchaîner au mur afin de lui mettre les fers à cheval. Dunstan de Canterbury rendit l'opération si douloureuse que le diable cria grâce. Dunstan ne lui rendit sa liberté qu'après lui avoir fait faire le serment solennel de ne jamais pénétrer dans les maisons dont la porte d'entrée est surmontée d'un fer à cheval.
Depuis cette date, les chrétiens ont placé au-dessus de leurs portes puis au milieu de celles-ci un fer à cheval où il opérait ainsi la double fonction de talisman et de heurtoir (plus tard ce heurtoir changera de forme).